# Groupe Radio Simard
Le Groupe Radio Simard est une compagnie québécoise qui possède 8 stations de radio dans les régions du Bas-Saint-Laurent, Chaudière-Appalaches et sur la Côte-Nord.

## Stations
| Station   | Fréquence | Nom           | Ville                   |
| --------- | --------- | ------------- | ----------------------- |
| CHOX-FM   | 97.5 FM   | CHOX 97,5     | La Pocatière            |
| CFYX-FM   | 93,3 FM   | FM 93         | Rimouski                |
| CIBM-FM   | 107,1 FM  | FM 107        | Rivière-du-Loup         |
| CIEL-FM   | 103,7 FM  | CIEL          | Rivière-du-Loup         |
| CHJM-FM   | 99,7 FM   | Mix 99,7      | Saint-Georges-de-Beauce |
| CKRB-FM   | 103,5 FM  | Cool FM 103,5 | Saint-Georges-de-Beauce |
| CIEL-FM-4 | 93,9 FM   | CIEL          | Trois-Pistoles          |
| CIQI-FM   | 90,3 FM   | CIQI FM       | Montmagny (Québec)      |
| CHLC-FM   | 97,1 FM   | CHLC          | Baie-Comeau             |